# Список війн XVI століття
|  | Службовий список статей, створений для координації робіт з розвитку теми. Це попередження не встановлюється на інформаційні списки і глосарії. |

Нижче наведений список війн, що йшли (або почалися/закінчилися) в XVI столітті.

## 1500—1509
- Друга португальська Індійська Армада (1500—1501)

- Литовсько-московська війна (1500—1503)

- Друга османсько-венеційська війна (1499—1503)
- Війна за ландсхутський спадок (1503—1505)
- Друга італійська війна (1499—1504)
- Португальсько-мамелюцька морська війна (1505—1517)
- Кримський похід на Московщину (1507)
- Литовсько-московська війна (1507—1508)
- Війна Камбрейської ліги (1508–1516)
- Громадянська війна в Османській імперії (1509—1512)

## 1510—1519
- Завоювання Гоа (1510)

- Литовсько-московська війна (1512—1522)

- Англо-шотландські війни (1512—1575)
- Османсько-перська війна (1514)
- Перша турецько-перська війна (1514—1555)
- Османсько-мамелюцька війна (1516—1517)
- Кримський похід на Москву (1517)
- Польсько-тевтонська війна (1519—1521)
- Іспанське завоювання ацтеків (1519—1521)

## 1520—1529
- Кримський похід на Московщину (1521)

- Італійська війна (1521—1526)
- Османо-угорська війна (1521—1526)
- Облога Родоса (1522)
- Лицарська війна (1522)

- Війна Коньякської ліги (1526—1530)
- Облога Відня (1529)

- Адало-ефіопська війна (1529—1543)

## 1530—1539
- Мала війна в Угорщині (1530—1532)

- Османсько-перська війна (1532—1555)
- Іспанське завоювання інків (1532—1572)

- Литовсько-московська війна (1534—1537)

- Італійська війна (1536—1538)

- Третя османсько-венеційська війна (1537—1540)

## 1540—1549
- Кримський похід на Московщину (1541)

- Італійська війна (1542—1544)

- Битва при Анкрум-Муре (1545)
- Шмалькальденська війна (1546—1547)
- Чичимецька війна (1547—1590)

## 1550—1559
- Італійська війна (1551—1559)
- Кримський похід на Тулу (1552)
- Московсько-шведська війна (1554—1557)

- Англо-французька війна (1557—1559)
- Облога Кале (1558)
- Лівонська війна (1558—1583)

## 1560—1569
- Литовсько-московська війна (1561—1570)

- Перша гугенотська війна (1562—1563)
- Північна семирічна війна (1563—1570)
- Друга гугенотська війна (1567)

- Московсько-турецька війна (1568—1570)
- Третя гугенотська війна (1569)

## 1570—1579
- Кіпрська війна (1570–1573)
- Четверта гугенотська війна (1572–1573)
- П'ята гугенотська війна (1574—1576)
- Набіг на Рідзвайр (1575)
- Шоста гугенотська війна (1577)
- Іспансько-брунейська війна (1578)
- Османсько-перська війна (1578—1590)
- Війна Монсиньйора (1579)

## 1580—1589
- Війна трьох Генріхів (1585)

- Англо-іспанська війна (1585—1604)
- Війна за польську спадщину (1587—1588)

## 1590—1599
- Московсько-шведська війна (1590—1595)

- Битва біля острова Флореш (1591)
- Кримський похід на Московщину (1591)